# Viniška republika
Viniška republika je naziv za samooklicano državno tvorbo, ki so jo 21. aprila 1919 razglasili vaščani Vinice. Idejo o samostojni državni tvorbi so vaščani dobili od domačinov, ki so se udeležili pravkar končane prve svetovne vojne. Povod za razglasitev samostojne države je prinesel zaplet okoli žigosanja denarja, ki je sprva sprožil nemire v tej belokranjski vasi, kasneje pa vodil v njeno odcepitev. Za predsednika novo oklicane države so izbrali 35-letnega Petra Žuglja. Upor Viničanov in prebivalcev okoliških vasi sta po treh dneh zadušila orožništvo in vojska.